# Geodia lebwohli
Espèce
Geodia lebwohli est une espèce d'éponges de la famille des Geodiidae.

## Taxonomie
L'espèce est décrite en 2020 par les biologistes néerlandais Rob van Soest et australien John Hooper (d) dans une publication coécrite avec P. J. Butler (d) ,.
Synonymes
- Geodia reniformis var. robusta Lebwohl, 1914

### Étymologie
Son épithète lebwohli est un hommage au biologiste allemand Friedrich Lebwohl (d), auteur de la variété devenue synonyme de cette espèce.

### Publication originale
- (en) Rob van Soest, John Hooper et P. J. Butler, « Every sponge its own name: removing Porifera homonyms », Zootaxa, vol. 1445, no 1,‎ 28 février 2020, p. 1-93 (DOI 10.11646/zootaxa.4745.1.1)

## Répartition
L'espèce Geodia lebwohli est présente dans les eaux de l'océan Pacifique le long des côtes orientales du Japon.